# Angelonia tomentosa
Angelonia tomentosa är en grobladsväxtart som beskrevs av Stefano Moricand och George Bentham. Angelonia tomentosa ingår i släktet Angelonia och familjen grobladsväxter. Inga underarter finns listade i Catalogue of Life.